# Arnold Gartmann (Bobfahrer)
Arnold «Noldi» Gartmann (* 20. November 1904 in St. Moritz; † 4. Juni 1980) war ein Schweizer Bobfahrer.
Gartmann besuchte die Kantonsschule in Chur und arbeitete als Bankangestellter. Später war er Besitzer des Kinos Scala in St. Moritz. Sportlich war er sehr vielseitig. Er gehörte den Nationalmannschaften im Eishockey und Boxen an, gilt als erster Rhönradturner der Schweiz und gründete den Schwingclub St. Moritz.
Am erfolgreichsten war Gartmann jedoch als Bobfahrer. Bei der Weltmeisterschaft 1935 in Igls fuhr er im Viererbob zusammen mit Pierre Musy, Charles Bouvier und Joseph Beerli auf den zweiten Platz. Im darauf folgenden Jahr, bei den Olympischen Winterspielen 1936 in Garmisch-Partenkirchen, gewann er mit der gleich besetzten Mannschaft die Goldmedaille. 
Auch seine Neffen Dodi und Aby nahmen an internationalen Meisterschaften und Olympischen Spielen teil: Bei den Olympischen Winterspielen 1956 in Cortina d’Ampezzo belegte Aby Gartmann im Viererbob den vierten Platz, 1964 in Innsbruck war Arnold Gartmann jr. Neunter im Rodel-Doppelsitzer.

## Quelle
- Albert Bruckner (Hrsg.): Neue Schweizer Biographie. 1938.